# あなたへ (エレファントカシマシの曲)
「あなたへ」は、エレファントカシマシの45枚目のシングルである。

## 概要
宮本の病気によるライブ活動休止以来約1年ぶりのリリースとなった。初回限定盤、通常盤の2種類がリリースされた。初回限定盤は、2013年9月14日に行われたエレカシ復活の野音を収録したDVD付き2枚組である。

## 収録曲
1. あなたへ （作詞・作曲：宮本浩次　編曲：宮本浩次・亀田誠治）
2. はてさてこの俺は（作詞・作曲：宮本浩次　編曲:宮本浩次・蔦谷好位置）
3. この円環のなかを （作詞・作曲：宮本浩次　編曲：宮本浩次・蔦谷好位置 ）

### 初回盤付属DVD「エレカシ復活の野音2013.9.14」
2013年 9月14日 日比谷野外大音楽堂公演より収録。
1. 優しい川
2. 四月の風
3. シグナル
4. あなたへ
5. ズレてる方がいい
6. 今宵の月のように
7. 友達がいるのさ
8. so many people
9. 花男